# Johann Ulrich Eisenhut

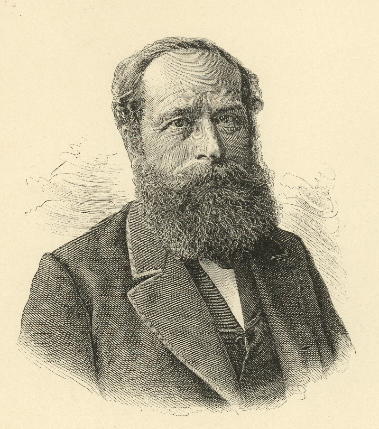
Johann Ulrich Eisenhut

Johann Ulrich Eisenhut (* 23. August 1823 in Gais; † 11. Juni 1890 ebenda; heimatberechtigt ebenda) war ein Schweizer Unternehmer, Kantonsrat, Regierungsrat und Nationalrat aus dem Kanton Appenzell Ausserrhoden.

## Leben
Johann Ulrich Eisenhut war ein Sohn von Bartholome Eisenhut, Schulmeister, und Katharina Barbara Willi. Er besuchte die Primarschule bei seinem Vater in Gais. Er arbeitete als Arztgehilfe in Heiden. Von 1838 bis 1841 war er Angestellter in einem Stickereigeschäft in Gais. Im Jahr 1841 gründete er eine Kettenstichstickerei. Diese vergrösserte er sukzessive und betrieb sie bis zu seinem Tod. Daneben war Eisenhut in der Viehzucht tätig.
Im Jahr 1848 heiratete Eisenhut Anna Katharina Eisenhut, Tochter von Johannes Eisenhut. In Gais sass er von 1852 bis 1864 im Gemeinderat. Von 1858 bis 1864 stand er der Gemeinde als Gemeindehauptmann vor. In den Jahren 1857 und 1858 gehörte er in Ausserrhoden dem Zweifachen Landrat an. Von 1858 bis 1876 sass er im Grossrat. Ab 1876 bis 1877 und von 1883 bis 1886 amtierte er als Oberrichter. Von 1875 bis 1881 sass er im Revisionsrat. Ab 1877 bis 1883 versah er das Amt des Regierungsrats. Ab 1884 bis 1890 war er Kantonsrat. Im Nationalrat, dem er von 1883 bis 1890 angehörte, zählte der gemässigt liberale Eisenhut zur politischen Mitte. Er nahm jedoch nicht an Fraktionsversammlungen teil. Er hatte entscheidenden Einfluss auf die Freigabe der ärztlichen Praxis in Ausserrhoden. Das Schwergewicht seiner politischen Arbeit lag jedoch auf der Landwirtschafts- und Verkehrspolitik. So förderte Eisenhut unter anderem die Errichtung der Strassenbahn St.Gallen-Gais. Von 1887 bis 1890 war er Vizepräsident der Strassenbahn St. Gallen-Gais.